# مكبس ثني
مكبس الثني أو طعاجة أو ثناية ضغط مكبس لثني الألواح والصفائح المعدنية. إنه يقوم بتشكيل انحناءات محددة مسبقًا عن طريق تثبيت قطعة العمل بين المثقاب المطابق والقالب.

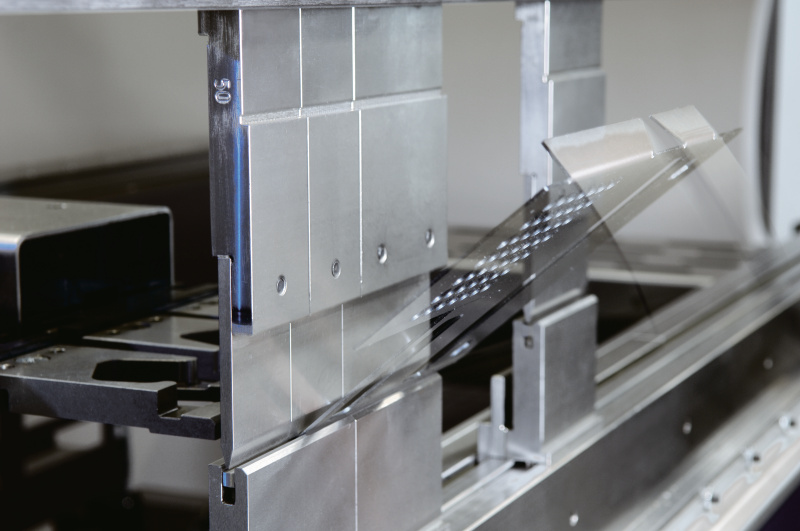
عملية الثني

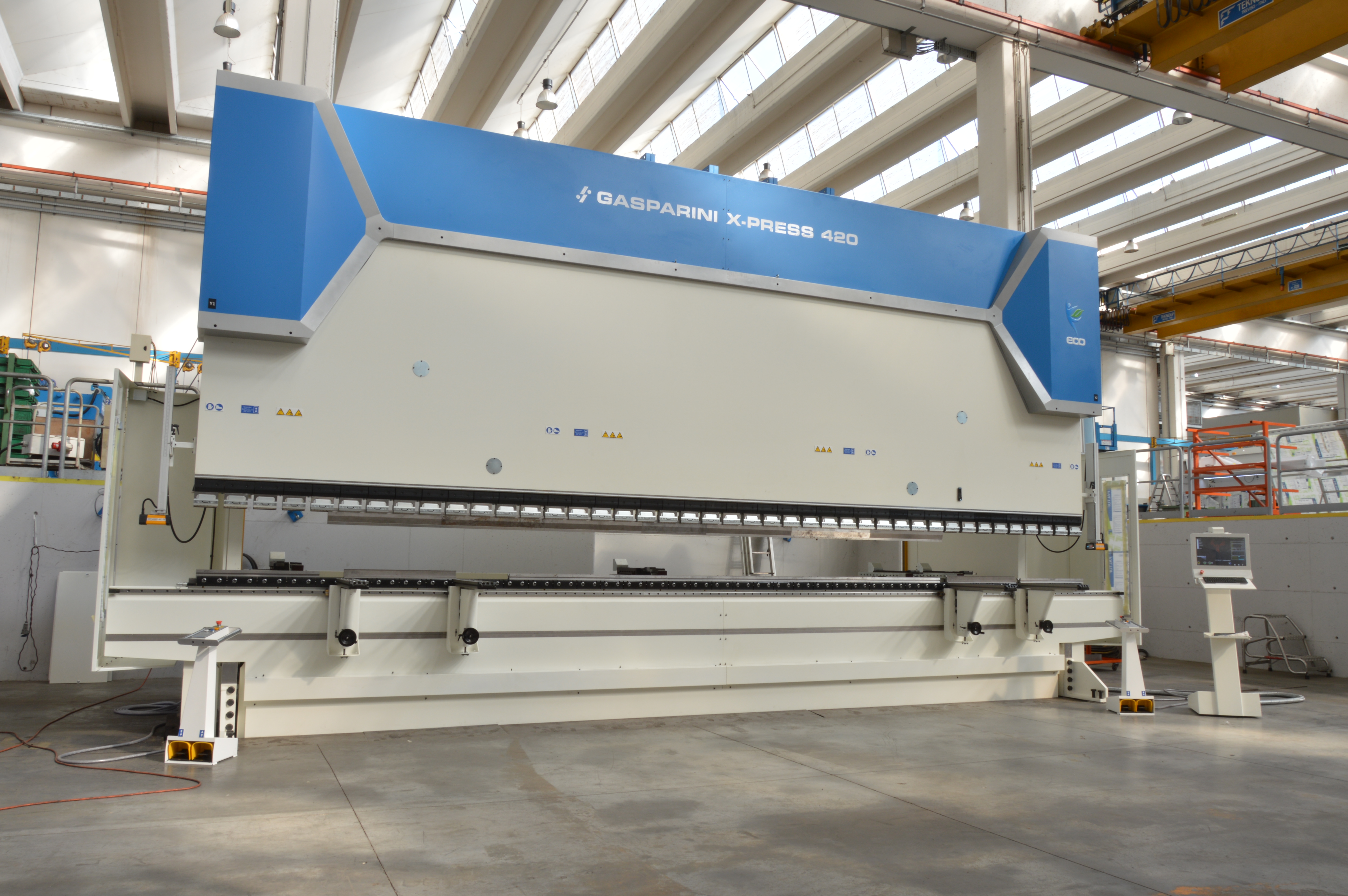
مكبس هيدروليكي عالي الحمولة

عادة، يشكل إطاران C جوانب مكبس الثني، متصلين بجدول في الأسفل وعلى عمود متحرك في الأعلى. الأداة السفلية مثبتة على الطاولة، مع الأداة العلوية المثبتة على العامود العلوي.

## أنواعه
يمكن وصف الثناية بالمعلمات الأساسية، مثل القوة أو الحمولة وطول العمل. تتضمن المعلمات الإضافية طول الحد، والمسافة بين قوائم الإطار أو العلب الجانبية، والمسافة إلى المقياس الخلفي، وارتفاع العمل. تعمل الحزمة العلوية عادةً بسرعة تتراوح من 1 إلى 15 مم / ثانية.
هناك عدة أنواع من المكابس موصوفة بوسائل القوة: ميكانيكية، تعمل بالهواء المضغوط، هيدروليكي، وآلية مؤازرة كهربائيا.
في الضغط الميكانيكي، تضاف الطاقة إلى حذافة بمحرك كهربائي. يقوم القابض بتشغيل دولاب الموازنة لتشغيل آلية كرنك تحرك الكبش عموديًا. الدقة والسرعة ميزتان للضغط الميكانيكي.
تعمل المكابس الهيدروليكية عن طريق أسطوانتين هيدروليكيتين متزامنتين على الإطارات C التي تحرك العارضة العلوية. تستخدم المكابس المؤازرة كهربائياً محركًا مؤازرًا لتحريك كرات للولبية أو محرك سير لممارسة حمولة على مكبس المضخة.
تستخدم المكابس الهوائية ضغط الهواء لتطوير حمولة على مكبس المضخة.
حتى الخمسينيات من القرن الماضي، سيطرت المكابس الميكانيكية على السوق العالمية. أدى ظهور عناصر تحكم هيدروليكية وأجهزة حاسوب محسنة إلى أن تكون الآلات الهيدروليكية هي الأكثر شيوعًا.
تستخدم الآلات التي تعمل بالهواء المضغوط والكهرباء المؤازرة في التطبيقات ذات الحمولة المنخفضة. تنتج المكابس الهيدروليكية منتجات دقيقة عالية الجودة، ويمكن الاعتماد عليها، وتستهلك القليل من الطاقة، وهي أكثر أمانًا لأنه، على عكس المكابس التي تحركها دولاب الموازنة، يمكن إيقاف حركة الكبش بسهولة في أي وقت استجابةً لجهاز أمان، مثل الستارة الضوئية أو غير ذلك جهاز استشعار الوجود.

التحسينات الأخيرة هي بشكل أساسي في عنصر التحكم وجهاز يسمى المعيار الخلفي وهو جهاز يمكن استخدامه لوضع قطعة معدنية بدقة بحيث تضع المكابس الثني في المكان الصحيح. علاوة على ذلك، يمكن برمجة المعيار الخلفي للتنقل بين الثنيات لعمل أجزاء معقدة بشكل متكرر. اعتمدت المكابس المبكرة على الأدوات لتحديد زاوية الثني للانحناء. تُظهر الرسوم المتحركة على اليمين تشغيل المعيار الخلفي، مع تحديد المسافة من حافة المادة أو الثني السابق إلى مركز القالب.
غالبًا ما تشتمل مكابس الثني على مقاييس خلفية متعددة المحاور يتم التحكم فيها بواسطة الحاسوب. تسمح المستشعرات الضوئية للمشغلين بإجراء تعديلات أثناء عملية الثني. ترسل هذه المستشعرات بيانات في الوقت الفعلي حول زاوية الثني في دورة الثني إلى عناصر التحكم في الماكينة التي تضبط معلمات العملية.

## القوالب
يمكن استخدام مكابس الثني للعديد من وظائف التشكيل المختلفة بتصميم القالب الصحيح. تشمل أنواع القوالب:
- قالب على شكل V- أكثر أنواع الموت شيوعاً. يمكن تصنيع القوالب السفلية بفتحات قوالب بأحجام مختلفة للتعامل مع مجموعة متنوعة من المواد وزوايا الثني.
- قوالب الثني الدوراني - شكل أسطواني بفتحة على شكل حرف V بقطر 88 درجة على طول محوره مثبت في «سرج» المثقاب. القالب  سندانٌ ينحني فوقه الكرسي الهزاز.
- 90 درجة قالب- تستخدم إلى حد كبير لعمليات القاع. أبعاد فتح القالب تعتمد على سمك المادة.
- قالب الزاوية الحادة (الثني الهوائي) - تُستخدم في الثني بالهواء، ويمكن استخدامها في الواقع لإنتاج زوايا حادة، 90 درجة، ومنفرجة عن طريق تغيير مدى عمق دخول الثقب إلى القالب عن طريق ضبط الكبش.
- قالب رقبة الوز (رجعي-الحافة) - تم تصميم المثقاب للسماح بإزالة الفلنجات المشكلة بالفعل
- قالب الأوفست - مجموعة لكمة ومجموعة قوالب تثني زاويتين في ضربة واحدة لإنتاج شكل Z.
- قالب همّنق - قالب يجمع مرحلتين بين قالب زاوية حادة مع أداة التسطيح.
- قوالب اللحام - هناك عدد من الطرق لبناء قوالب لإنتاج اللحامات في الصفائح والأنابيب.
- قوالب نصف القطر - يمكن إنتاج الثني المشع بواسطة ثقب دائري. قد يكون القالب السفلي  قالبَ V أو قد يشتمل على وسادة زنبركية أو وسادة مطاطية لتشكيل الجزء السفلي من القالب.
- قوالب الديكور - قد تكون حبة أو «ضلع متوقف» ميزة تعمل على تقوية الجزء الناتج. للثقب رأس مستدير مع أكتاف مسطحة على جانبي الخرزة. القالب السفلي هو معكوس لكمة.
- قوالب الشباك - يشكل القالب حافة ملتفة أو ملفوفة على الورقة.
- قوالب تشكيل الأنبوب والمساورة - العملية الأولى تثني حواف الصفيحة لجعل القطعة تتدحرج. ثم يتسبب قالب مشابه لقالب الشباك في تكوين الأنبوب. يتم تشكيل أنابيب أكبر فوق مغزل.
- كتل القوالب رباعية الاتجاهات - قد تحتوي كتلة القوالب المفردة على شكل V في كل جانب من الجوانب الأربعة لسهولة تغيير المهام الصغيرة.
- قالب تشكيل القناة - يمكن الضغط على المثقاب في قالب لتشكيل زاويتين في أسفل الصفيحة، لتشكيل قناة زاوية.
- قالب الثني على شكل حرف U - مشابه لتشكيل القناة، ولكن بقاع مستدير. قد تكون الزنبرك الرجعي مشكلة وقد يلزم توفير وسيلة لمواجهتها.
- قوالب تشكيل الصندوق - بينما يمكن تشكيل الصندوق بانحناءات زاوية بسيطة على كل جانب، يجب استيعاب أطوال الجوانب المختلفة للصندوق المستطيل عن طريق بناء المثقاب في أقسام. يجب أن تكون الخرامة أيضًا عالية بما يكفي لاستيعاب ارتفاع جوانب الصندوق الناتجة.
- القوالب المموجة - هذه القوالب لها سطح متموج وقد تشتمل على عناصر مثقبة محملة بنابض.
- القوالب متعددة الثنيات - يمكن بناء مجموعة القوالب على شكل الملف الشخصي المطلوب وتشكيل العديد من الثنيات بضربة واحدة للضغط.
- القوالب من نوع الهزاز- قد يسمح إدخال هزاز في المثقاب ببعض الحركة من جانب إلى جانب، بالإضافة إلى حركة الضغط لأعلى ولأسفل.